# Barrandov
Barrandov – dzielnica stolicy Czech Pragi nad lewym brzegiem rzeki Wełtawy, położona w dzielnicy Praga 5 w rejonie katastralnym Hlubočepy. Dzielnica dzieli się na Stary Barrandov (część willowa, obiekty studia filmowego Barrandov Studio) oraz Nowy Barrandov, gdzie wybudowano osiedle bloków.

## Historia
Nazwa dzielnicy pochodzi z roku 1928 od imienia francuskiego paleontologa Joachima Barrande’a. Aż do lat 30. XX wieku Barrandov był niezabudowanym terenem poza granicami Pragi. Dopiero później wybudowano Barrandovskie tarasy i studio filmowe, które rozsławiły tę dzielnicę.